# Церква Трійці Живоначальної (Батайськ)
Церква Трійці Живоначальної (рос. Церковь Троицы Живоначальной) — православний храм у місті Батайську Ростовської області, виконаний у канонічному хрестово-купольному стилі.

## Історія
1854 року в Батайську на вулиці Азовській (нині вулиця 50 років Жовтня) було збудовано Одигітріївський храм (храм Святої Одигітрії) з п'ятьма банями, який за своїми масштабами не поступався сучасному Ростовському кафедральному собору. На церковному подвір'ї розташовувалися дві школи, богадільня, трапезна. 1937 року храм зруйнували. У довоєнні роки залишки храмової будівлі використовувались як в'язниця. Під час німецько-радянської війни, коли Батайськ був окупований, на місці зруйнованого храму розміщувався оточений колючим дротом табір військовополонених.
Після завершення війни на фундаменті храму було збудовано ліцей, поруч кінотеатр, а наприкінці 1980-их років, коли в СРСР почалась перебудова, на колишній церковній території вирішили звести новий храм. Жителі Батайська звернулись до міської влади з проханням віддати кінотеатр під православний храм. Громада отримала будівлю кінотеатру й переобладнала його під церкву — так 1991 року почалось відродження храму, який назвали Свято-Троїцьким, а один з його престолів Одигітріївським.
Будівництво Свято-Троїцького храму почалось у вересні 2000 року. 2003 було встановлено дві бані з хрестами та баштовий годинник на дзвіниці, а на площі перед споруджуваним храмом — пам'ятник Святому апостолу Андрію Первозваному. Відкриття й освячення пам'ятника відбулось 27 вересня 2003 року. Автор пам'ятника — заслужений художник РФ, скульптор Сергій Ісаков. Пам'ятник був встановлений на кошти Благодійного Фонду Святителя Миколая Чудотворця. Церемонію освячення очолив архієпископ Ростовський і Новочеркаський Пантелеймон.
2006 року одночасно зі зведенням храму було розпочато будівництво нового приміщення для школи. 2008 року поштукатурили стіни та склепіння, встановили огорожу; 2009 виконувались внутрішні оздоблювальні роботи. Остаточно будівництво Троїцького храму було завершено 2013 року. На архітектурному конкурсі-огляді «Прометей-2007» в місті Ставрополі храм було визнано найкрасивішою культовою будівлею Півдня Росії.

## Галерея

Фотогалерея
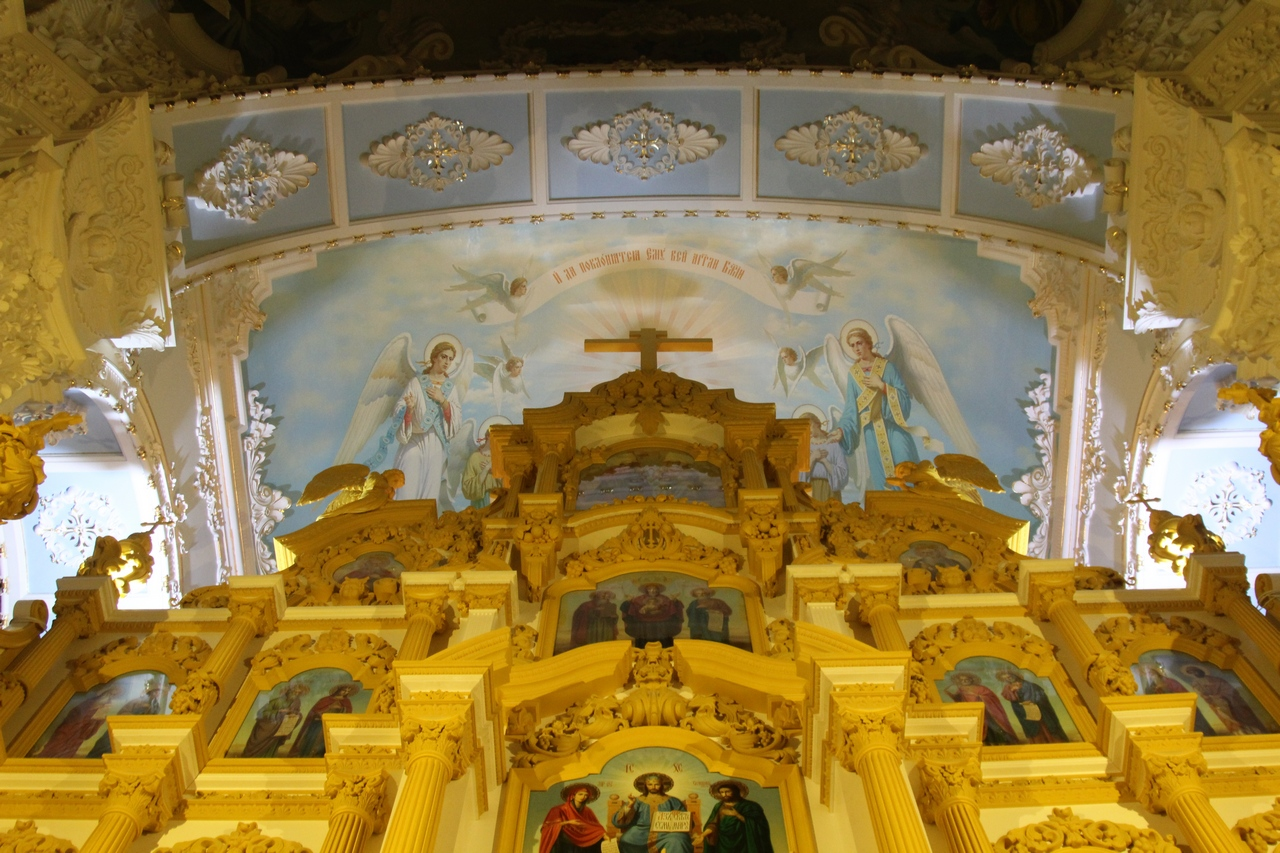
Іконостас та розпис над вівтарем
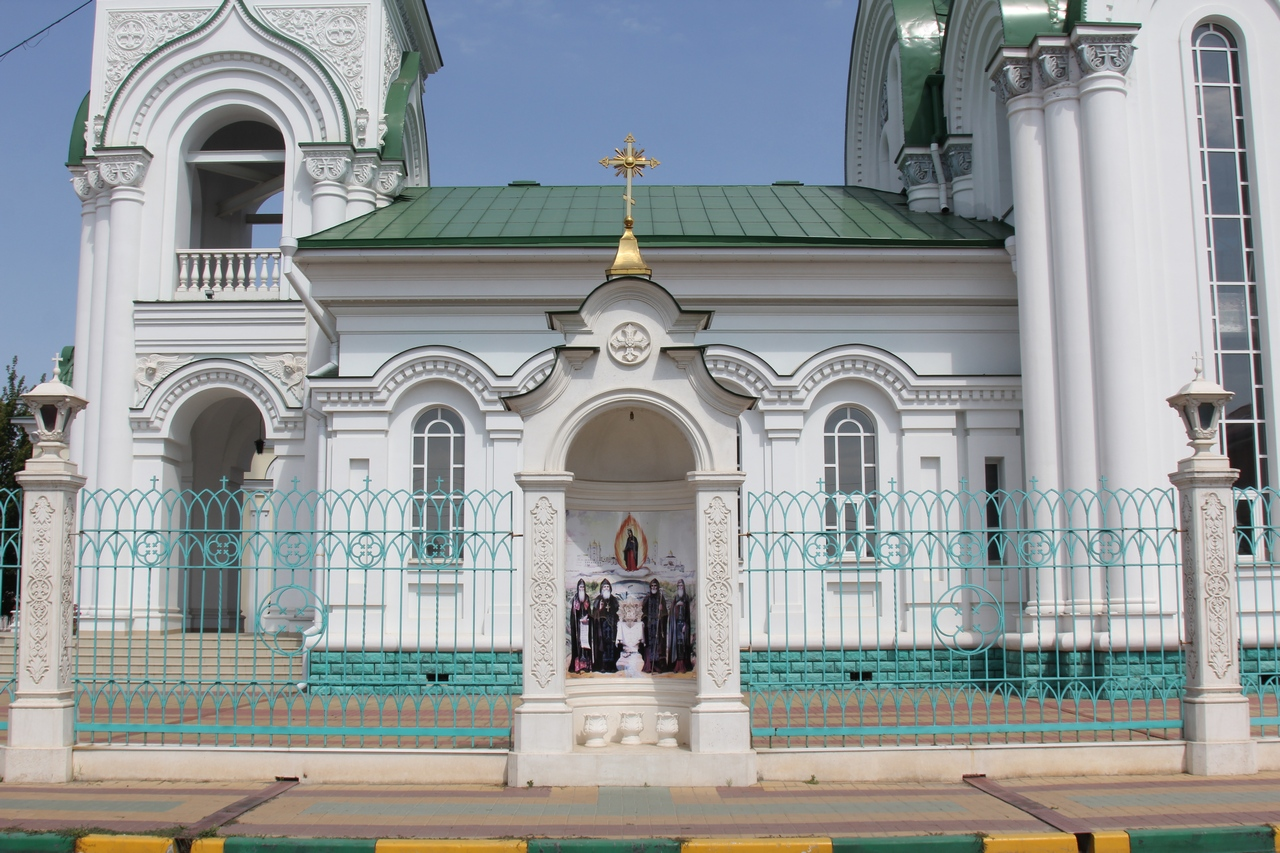
Каплиця з іконою Почаївських святих
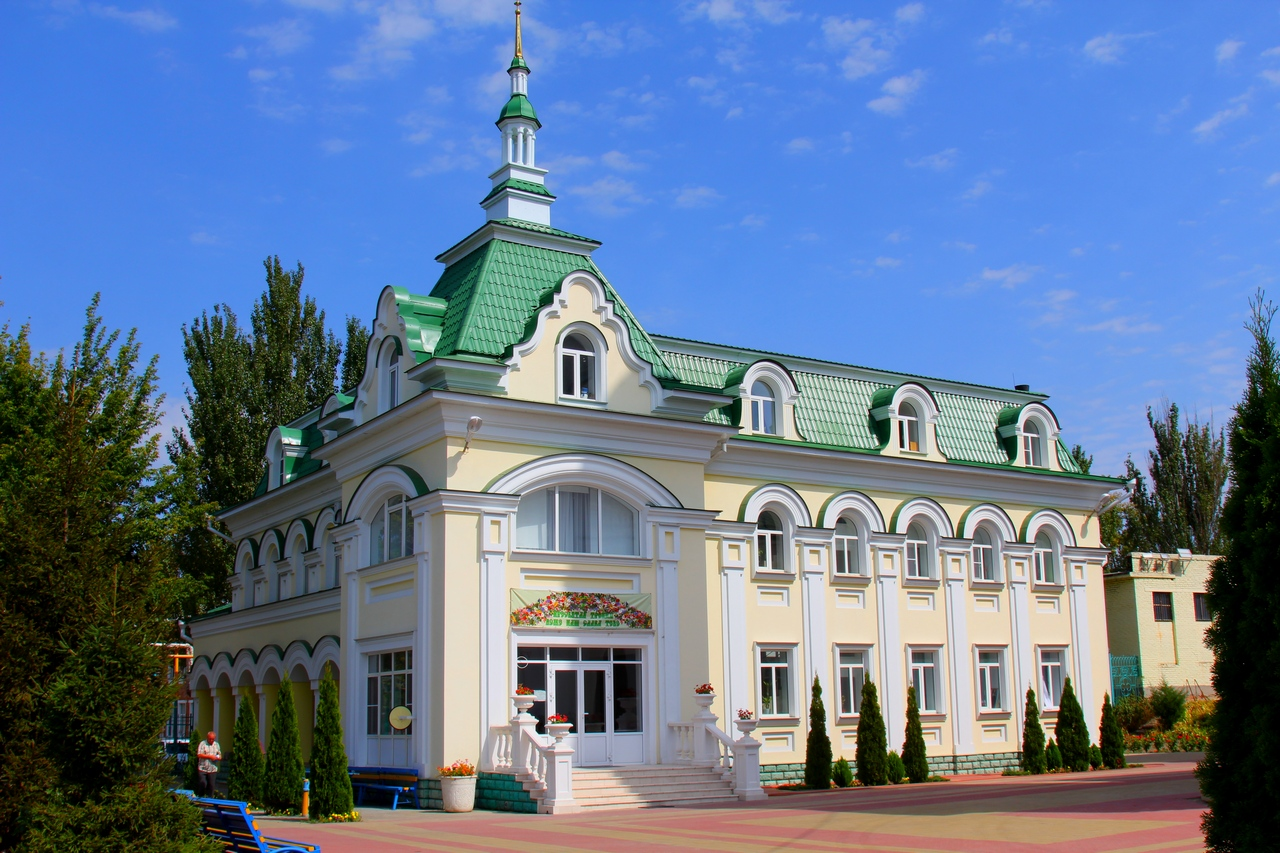
Навчально-адміністративний корпус